# انتخابات الرئاسة البيروية 1908
انتخابات الرئاسة البيروفية 1908 هي انتخابات رئاسية جرت في 1908، في بيرو.
فاز بالانتخابات أوغستو ليقيا.